# (21082) Araimasaru
(21082) Araimasaru (1991 TG2) – planetoida z pasa głównego asteroid okrążająca Słońce w ciągu 4,14 lat w średniej odległości 2,58 j.a. Odkryta 13 października 1991 roku.